# Timeu Sofista
Timeu Sofista (en llatí Timaeus, en grec antic Τίμαιος ὁ Σοφιστής) va ser un sofista grec que va escriure un Lexicó sobre l'obra de Plató dirigit a un personatge anomenat Gencià (Gentianus), que es conserva.
Podria ser que l'autor hagués viscut al segle iii, però no se sap segur. El Lexicó, que és breu, porta el títol de Τιμαίου σοφιστοῦ ἐκ τῶν τοῦ Πλάτωνος λέξεων ("Timaíou sophistou ek ton tou Platonos lexeon" Un lèxic sobre Plató escrit per Timeu sofista) i potser és un resum d'una obra més llarga, encara que Foci diu que era una obra curta. Tot i la seva brevetat, l'obra presenta moltes interpolacions, especialment en les paraules que apareixen a Heròdot. Malgrat les interpolacions, les paraules que inclou i les seves explicacions són molt interessants i és una obra especialment útil en el camp de la gramàtica. Una obra en 68 llibres anomenada Συλλογὴ ῥητορικῶν ἀφορμῶν ("Sillogé retorikón áphormon", col·lecció d'inicis de retòrica) que Suides assigna a Timeu de Tauromenium, probablement és en realitat obra seva.